# Euprosthenopsis pulchella
Euprosthenopsis pulchella är en spindelart som först beskrevs av Pocock 1902.  Euprosthenopsis pulchella ingår i släktet Euprosthenopsis och familjen vårdnätsspindlar. Inga underarter finns listade i Catalogue of Life.